# Noidans-le-Ferroux
Noidans-le-Ferroux – miejscowość i gmina we Francji, w regionie Burgundia-Franche-Comté, w departamencie Górna Saona.
Według danych na rok 1990 gminę zamieszkiwały 593 osoby, a gęstość zaludnienia wynosiła 42 osoby/km² (wśród 1786 gmin Franche-Comté Noidans-le-Ferroux plasuje się na 270. miejscu pod względem liczby ludności, natomiast pod względem powierzchni na miejscu 243.).